# Tong zi dan

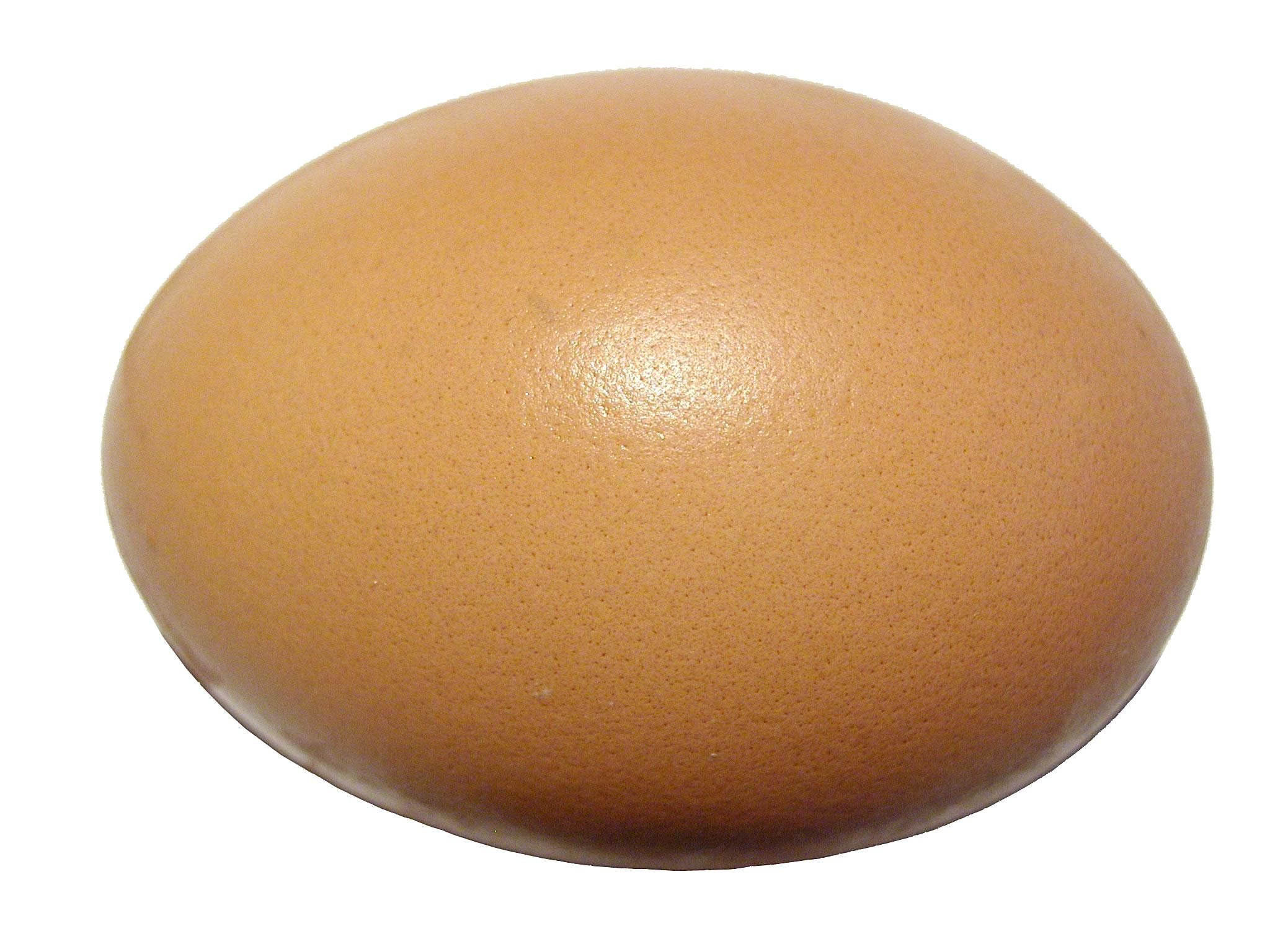
Un ou comú que és després bullit en orina per obtenir el Tong zi dan

El tong zi dan (en xinès tradicional 鸡蛋, en xinès simplificat 尿童子, literalment ous de nen verge) són una delícia tradicional de Dongyang, a la Xina feta a partir de la cocció d'ous de gallina en orina de nens petits. Cada any a l'inici de la primavera, es recull l'orina de nens d'edats prepuberals, preferiblement de menys de 10 anys, i es fa servir per bullir ous. Els ous són després venuts per 1.50 yuan la unitat, al voltant del doble del preu d'un ou dur normal. L'any 2008, Dongyang va reconèixer els ous com a patrimoni cultural immaterial local.

## Preparació
L'orina és recollida als banys dels col·legis o bé els mateixos nens orinen directament en galledes de recollida especialment designats. Els ous són després submergits i bullits en l'orina. Les closques, en canvi, es trenquen i es couen a foc més lent com a "ous del te". Es triga tot en un dia a cuinar el Tong zi dan.

## Ús en la medicina tradicional xinesa
Els residents de Dongyang consideren que, gràcies a l'alimentació d'aquesta plat en particular, "els ous disminueixen la temperatura del cos humà, afavorint una millor circulació sanguínia i que en general, revitalitzen el cos." Segons un altre metge de medicina tradicional xinesa, "es pot tractar la deficiència del yin, disminuint la temperatura interna del cos humà, afavorint així doncs la circulació sanguínia i eliminant eliminant l'estasi sanguínia." Un altre metge afirma que l'orina "no té propietats beneficioses per a la salut humana, ja que és simplement un producte de rebuig", mentre altres metges ha titllat aquesta tradició com a insalubre, però no s'han oposat al consum d'aquests ous.